# Andrias sligoi
La salamandra gigante della Cina meridionale (Andrias sligoi (Boulenger, 1924)) è una specie di salamandra gigante diffusa nel bacino del fiume delle Perle a sud dei monti Nanling in Cina meridionale.

## Descrizione
Si ritiene che l'esemplare più grande appartenente a questa specie misurasse circa 180 cm di lunghezza e fosse stato catturato presso Guiyang, nella provincia di Guizhou all'inizio del secondo decennio del XX secolo. In seguito a successivi esami genetici è stato possibile determinare che l'esemplare appartenesse a questa specie e non ad Andrias davidianus come si riteneva precedentemente, rendendo Andrias sligoi il più grande anfibio vivente.

## Distribuzione e habitat
È riscontrabile nei corsi d'acqua del bacino del fiume delle Perle, in Cina meridionale. Si ritiene che la popolazione della salamandra gigante della Cina meridionale sia estremamente ridotta o addirittura quasi estinta in natura.

## Conservazione
L'IUCN non ha ancora valutato lo status della specie, ma è stato proposto di classificarla come in pericolo critico, visto il grande declino della popolazione negli ultimi decenni.
Si ritiene che la salamandra gigante della Cina meridionale sia minacciata dalla cattura a scopi alimentari, dal suo impiego nella medicina tradizionale cinese e dall'ibridazione con specie simili indotte dall'uomo nel suo areale come misure di conservazione ritenendole conspecifiche.